# Franco Malerba
Franco Egidio Malerba (* 10. Oktober 1946 in Busalla bei Genua) ist ein italienischer Ingenieur, Physiker und ehemaliger Astronaut. Er war der erste Italiener im Weltraum.

## Leben
Malerba schloss 1965 das humanistische Gymnasium ab und studierte danach Elektrotechnik an der Universität Genua. Nach seinem Abschluss im Jahr 1970 wurde er in ein Forschungsstudienprogramm im Bereich Biophysik aufgenommen, das er 1974 mit dem Doktorgrad abschloss. In dieser Zeit arbeitete er u. a. auch beim Consiglio Nazionale delle Ricerche und bei den National Institutes of Health in Bethesda, Maryland, USA. Es schloss sich der Wehrdienst bei der Marine und dann Tätigkeiten bei verschiedenen Forschungsinstituten an.
Von 1976 bis 1989 arbeitete Malerba für die Firma Digital Equipment Italia. 1977 wählte die ESA Malerba als Kandidat für den Nutzlastspezialisten der ersten Spacelab-Mission aus. Später wurde er am Johnson Space Center in Houston, Texas ausgebildet. Vom 31. Juli bis zum 8. August 1992 nahm Malerba an der Space-Shuttle-Mission STS-46 teil. 2000 wurde der Asteroid (9897) Malerba nach ihm benannt.
Von 1994 bis 1999 war Malerba für Forza Italia Mitglied des Europäischen Parlaments. Er arbeitete bei der Firma Alenia Spazio.